# María Elena Calle
María Elena Calle (Cuenca (Equador), 25 de juliol de 1975) és una corredora de llarga distància equatoriana.

## Trajectòria atlètica
Calle, originària de la ciutat de Cuenca a l'Equador va començar a córrer quan tenia nou anys. En 1996 marxà cap als Estats Units, amb una beca acadèmica gràcies a l'atletisme, i s'instal·là a Richmond. Des del 1996 fins a 2001, estudià Teràpia Ocupacional a la Virginia Commonwealth University. En 1997, mentre entrenava per a la universitat, va ser atropellada. Va haver d'estar amb muletes durant un mes i després durant tres mesos fer rehabilitació. Des de 2001 a 2006 exercí el seu treball en rehabilitació al Parham's Doctors Hospital.
Calle representà al seu país als mundials de cros d'Espanya de 1993 i Hongria de 1994. Va obtenir el bronze en 1.500 i 3.000 metres als Jocs Bolivarians de 1993, plata en 5.000 en els Bolivarians de 2005 i bronze en els Jocs Sud-americans Juvenils de 1993.
La fondista equatoriana, radicada als Estats Units, va obtenir plaça per participar en els Jocs Olímpics de Rio de 2016, gràcies al seu registre de 2ː44ː33 a la Marató de Chicago de l'11 d'octubre de 2015, als Estats Units. Calle, se sumarà als seus compatriotes, que ja havien obtingut la seva plaça anteriormentː Paola Pérez, Andrés Chocho, Jonathan Cáceres, Daniel Pintado, Mauricio Arteaga i Claudio Villanueva en marxa i Byron Piedra en la marató. A banda, els temps de Calle, se situen entre les cinc millors marques de la història de l'atletisme equatorià en les distàncies de 5.000 i 10.000 metres i en la marató. En 5.000 metres té una marca de 15:53.55, aconseguida el 2009 a Indianapolis, i en Marató el 17 de gener de 2016 va aconseguir un temps de 2:42:19 a Houston. Els de Rio de Janeiro, seran els seus primers Jocs Olímpics, on participarà en la prova de marató el 14 d'agost.
María Elena està casada amb l'estatunidenc Brad Lowery i s'entrena sota la direcció del seu entrenador Ben Rosario.

## Millors marques personals[6]
| Prova         | Temps    | Lloc de celebració        | Data       |
| ------------- | -------- | ------------------------- | ---------- |
| 800 m         | 2:11.69  | Fairfax Estats Units      | 01.05.1999 |
| 1000 m p.c.   | 2:54.84  | Fairfax Estats Units      | 17.02.2001 |
| 1500 m        | 4:23.27  | Fairfax Estats Units      | 22.05.1999 |
| Milla p.c.    | 4:48.62  | Fairfax Estats Units      | 09.01.1999 |
| 3000 m        | 9:21.70  | Philadelphia Estats Units | 22.04.1999 |
| 3000 m p.c.   | 9:02.13  | Kingston Estats Units     | 20.01.2006 |
| 5000 m        | 15:41.43 | Walnut Estats Units       | 13.04.2006 |
| 5000 m p.c.   | 15:22.35 | Boston Estats Units       | 10.02.2007 |
| 10.000 m      | 34:18.15 | Raleigh Estats Units      | 31.03.2000 |
| 10 km en Ruta | 33:33    | Richmond Estats Units     | 28.03.2009 |
| Mitja Marató  | 1:15:31  | New Orleans Estats Units  | 25.01.2015 |
| Marató        | 2:42:19  | Houston Estats Units      | 17.01.2016 |